# Gmina Stenløse
Gmina Stenløse (duń. Stenløse Kommune) istniejąca w latach 1970-2006 gmina w Danii w okręgu Frederiksborg Amt. Siedzibą władz gminy było Stenløse. Gmina Stenløse została utworzona 1 kwietnia 1970 na mocy reformy podziału administracyjnego Danii. Po kolejnej reformie administracyjnej w roku 2007 weszła w skład nowej gminy Egedal.

## Dane liczbowe
- Liczba ludności: (♀ 6640 + ♂ 6744) = 13 384
  - wiek 0-6: 9,7%
  - wiek 7-16: 15,0%
  - wiek 17-66: 65,3%
  - wiek 67+: 10,0%
- zagęszczenie ludności: 205,9 osób/km² (2004)
- bezrobocie: 2,8% osób w wieku 17-66 lat
- cudzoziemcy z UE, Skandynawii i USA: 122 na 10 000 osób
- cudzoziemcy z krajów Trzeciego Świata: 182 na 10 000 osób
- liczba szkół podstawowych: 4 (liczba klas: 82)